# Lawfare
La Lawfare è l'uso dei sistemi e delle istituzioni legali per danneggiare o delegittimare un oppositore o per scoraggiare l'uso dei diritti legali da parte di un individuo.
Il termine (possibile traduzione:'strumentalizzazione della giustizia') può riferirsi all'uso di sistemi e principi legali contro un nemico, ad esempio danneggiandolo o delegittimandolo, facendogli sprecare tempo e denaro (es. SLAPP), o ottenendo una vittoria nelle pubbliche relazioni.
In alternativa, può descrivere una tattica utilizzata dai regimi repressivi per etichettare e scoraggiare la società civile o gli individui dal rivendicare i propri diritti legali attraverso sistemi legali nazionali o internazionali. Ciò è particolarmente comune nelle situazioni in cui gli individui e la società civile utilizzano metodi non violenti per evidenziare o contrastare la discriminazione, la corruzione, la mancanza di democrazia, la limitazione della libertà di parola, le violazioni dei diritti umani e le violazioni del diritto internazionale umanitario.

## Definizione
Il termine è una parola macedonia delle parole inglesi law (legge) e warfare (guerra). Forse il primo utilizzo del termine "lawfare" è stato nel manoscritto Whither Goeth the Law del 1975, in cui si sostiene che il sistema giuridico occidentale è diventato eccessivamente conflittuale e utilitaristico rispetto a quello orientale, più umanitario e basato sulle norme.
Un uso più frequente del termine è il saggio di Charles J. Dunlap, Jr. del 2001, scritto per il Carr Center di Harvard. In quel saggio, Dunlap definisce la lawfare come "l'uso del diritto come arma di guerra". In seguito ha ampliato la definizione, spiegando che la lawfare è "lo sfruttamento di episodi reali, percepiti o addirittura orchestrati di violazioni del diritto di guerra come mezzo non convenzionale per affrontare" una potenza militare superiore.
Il colonnello Charles Dunlap descrive la lawfare come "un metodo di guerra in cui il diritto viene usato come mezzo per realizzare un obiettivo militare". In questo senso, la lawfare può essere un sostituto più umano del conflitto militare. Il colonnello Dunlap considera la lawfare nel complesso una "cinica manipolazione dello stato di diritto e dei valori umanitari che rappresenta".
Benjamin Wittes, Robert Chesney e Jack Goldsmith hanno utilizzato il termine nel nome del blog Lawfare, che si occupa di diritto della sicurezza nazionale e che ha esplorato il termine e il dibattito sul significato di lawfare e se debba essere considerato esclusivamente un peggiorativo.

## Giurisdizione universale
La lawfare può riguardare la legge di una nazione rivolta contro i suoi stessi funzionari, ma più recentemente è stata associata alla diffusione della giurisdizione universale, cioè una nazione o un'organizzazione internazionale ospitata da quella nazione che si estende per sequestrare e perseguire i funzionari di un'altra.

## Conflitto israelo-palestinese
Molte cause sono state intentate contro funzionari israeliani e persone associate alle forze di difesa israeliane, accusandoli di crimini di guerra. Questi casi sono stati ascoltati sia in Israele che in altri paesi.
Secondo il parlamentare canadese ed ex ministro Irwin Cotler, l'uso della legge per delegittimare Israele è presente in cinque ambiti: Nazioni Unite, diritto internazionale, diritto umanitario, lotta al razzismo e lotta al genocidio.
Joshua Mintz, scrivendo sul The Jerusalem Post nel settembre 2011, riferendosi ai timori di Israele per la lawfare, afferma che "è del tutto possibile che Israele, almeno all'interno del panorama legale, possa effettivamente beneficiare della candidatura allo stato palestinese".

## Disputa sul Mar Cinese Meridionale
Contrariamente alla maggior parte dei governi mondiali, la Repubblica popolare cinese ha esplicitamente riconosciuto la lawfare ("falu zhan" o "guerra legale") come una componente essenziale della sua dottrina strategica. Le attività della Repubblica popolare cinese in relazione alle controversie territoriali nel Mar Cinese Meridionale sono spesso citate come esempio di lawfare dal governo cinese. In particolare, la Cina ha affermato il controllo sovrano su diverse aree del Mar Cinese Meridionale e ha limitato l'accesso alle aree all'interno del suo presunto territorio sovrano o zona economica esclusiva. A sostegno delle sue rivendicazioni, la Cina ha rilasciato dichiarazioni ufficiali di stato (ad esempio, note verbali) e ha emanato leggi nazionali che affermano la sua sovranità o l'effettivo controllo di porzioni di mare.

## Altri esempi
Il professore della Harvard School of Law Jack Goldsmith, un oppositore dell'espansione dei diritti umani internazionali e della giurisdizione universale, afferma nel suo libro The Terror Presidency che il Segretario alla Difesa Donald Rumsfeld era preoccupato per la possibilità di azioni di lawfare contro i funzionari dell'amministrazione Bush, e che Rumsfeld " poteva aspettarsi di essere in cima alla lista". Rumsfeld affronta gli effetti della lawfare nel suo libro di memorie Known and Unknown.